# آنالیت

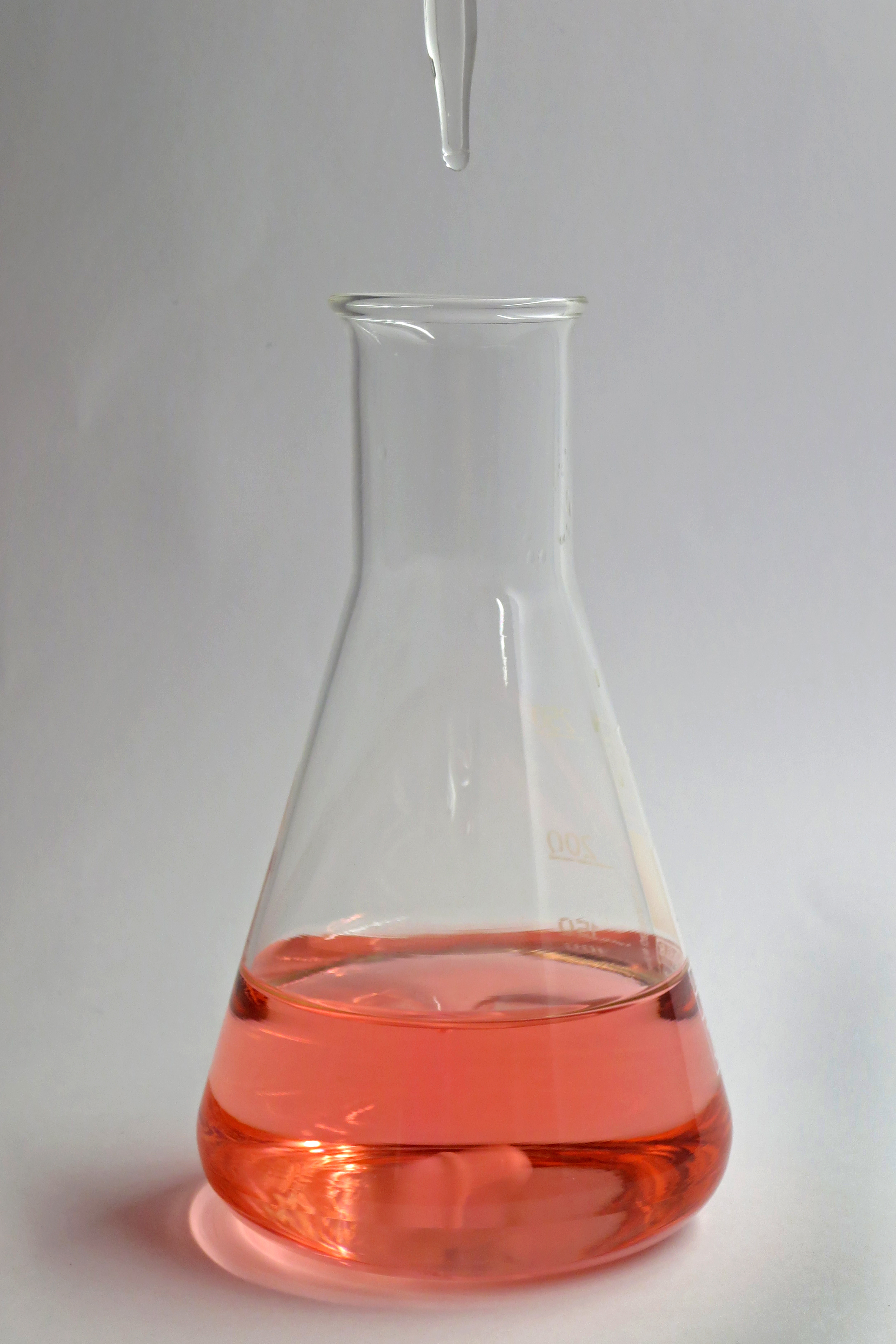
محلول آنالیت

آنالیت (به انگلیسی: Analyte)  مادهٔ مورد تجزیه یا مواد شیمیایی تشکیل دهنده آن، و یک روش بسیار محبوبِ تحلیلی است. به لحاظ دستوری، آزمایش‌ها همیشه به دنبال اندازه‌گیری خواص آنالیت‌ها هستند، اما آنالیت‌ها نمی‌توانند خود را اندازه‌گیری کنند. برای مثال، نمی‌توانید یک «میز» (ترکیبات آنالیت) را اندازه‌گیری کنید، اما درازا، پهنا و دیگر موارد «میز» قابل اندازه‌گیری‌اند. به همین ترتیب، نمی‌توانید گلوکز را اندازه‌گیری کنید اما غلظت گلوکز را می‌توان اندازه گرفت.